# Tuberculum jugulare
Tuberculum jugulare er en oval emenentia på den ydre overflade af den laterale del af nakkebenet. Den ligger over den hypoglossale kanal, og krydser nogle gange af en skrå fordybning af glossopharyngeus, vagus og nervus accessorius